# Doctor Strange (film)
Doctor Strange is een Amerikaanse superheldenfilm uit 2016, geregisseerd door Scott Derrickson.
De film is gebaseerd op het Marvel Comics-personage Dr. Strange en werd geproduceerd door Marvel Studios en verdeeld door Walt Disney Pictures. Het is de veertiende film in het Marvel Cinematic Universe. Benedict Cumberbatch speelt het titelpersonage.

## Verhaal
In Kathmandu, Nepal, betreden de tovenaar Kaecilius en zijn zealots (volgelingen) het geheime terrein van Kamar-Taj en onthoofden de bibliothecaris. Van de oude en mystieke teksten stelen ze een bladzijde waarop een ritueel beschreven staat uit een boek van de Ancient One, een tovenaar die al sinds mensenheugenis leeft en iedereen in Kamar-Taj heeft onderwezen over de 'mystic arts', waaronder ook Kaecilius. De Ancient One achtervolgt de verraders, maar Kaecilius ontsnapt met de bladzijde en sommige van zijn volgelingen.
Ondertussen, in New York, verliest de veelgeprezen maar arrogante neurochirurg Stephen Strange het gevoel in zijn handen na een auto-ongeluk. Collega en minnares Christine Palmer probeert hem te helpen om verder te leven, maar dat lukt Strange, die vast blijft geloven dat hij het gevoel wel weer terug krijgt, niet. Nadat hij erachter komt dat Jonathan Pangborn, een dwarsleasiepatiënt, op geheimzinnige wijze weer kan lopen, gaat hij met hem praten, en Pangborn stuurt hem naar Kamar-Taj. Daar aangekomen, wordt hij gered van een overval door Mordo, die tovenaar is onder leiding van de Ancient One. The Ancient One laat Stephen haar krachten zien, en onthult het astrale vlak en ander dimensies, zoals de Mirror Dimension. Stephen, die versteld staat, smeekt haar of ze het hem ook wil leren, en ze besluit hem te helpen, ondanks zijn arrogantie, wat haar herinnert aan Kaecilius.
Walgend van Strange en de ongeïnteresseerde houding van de Ancient One voor de consequenties van het uitdagen van de natuur, vertrekt Mordo. Strange brengt het Oog terug naar Kamar-Taj, waar Wong vertelt dat het een Infinity Stone is. Stephen neemt zijn intrek in de Sanctum van New York om verder te studeren.  In de mid-credits scene besluit Strange Thor, die zijn broer Loki heeft meegebracht naar de aarde, te helpen zoeken naar hun vader Odin. In de post-credits scene ziet men Mordo een bezoekje brengen aan Pangborn en diens energie wegnemen die hij gebruikt om te lopen, terwijl hij zegt dat de aarde "too many sorcerers" heeft.

## Rolverdeling
| Acteur                | Personage                                    |
| --------------------- | -------------------------------------------- |
| Benedict Cumberbatch  | Stephen Strange / Doctor Strange en Dormammu |
| Tilda Swinton         | Ancient One                                  |
| Chiwetel Ejiofor      | Karl Mordo                                   |
| Rachel McAdams        | Dr. Christine Palmer                         |
| Benedict Wong         | Wong                                         |
| Mads Mikkelsen        | Kaecilius                                    |
| Michael Stuhlbarg     | Dr. Nicodemus West                           |
| Benjamin Bratt        | Jonathan Pangborn                            |
| Scott Adkins          | Lucian Aster                                 |
| Zara Phyhtian         | Zealots                                      |
| Alaa Safi             | Zealots                                      |
| Katrina Durden        | Zealots                                      |
| Topo Wresniwiro       | Hamir                                        |
| Linda Louise Duan     | Tina Minoru                                  |
| Mark Anthony Brighton | Daniel Drumm                                 |
| Amy Landecker         | Dr. Bruner                                   |
| Stan Lee              | Zichzelf                                     |
| Pat Kiernan           | Zichzelf                                     |
| Chris Hemsworth       | Thor (post-credit scene)                     |